# Rachel Roberts
Rachel Roberts (Vancouver, 8 de abril de 1978) é uma atriz e modelo canadense, célebre por interpretar o papel principal do filme Simone. Ela fez vários anúncios de publicidade, sendo o mais conhecido para a cadeia de cosméticos francesa Biotherm Skin Care Products.

## Carreira
Roberts nasceu em Vancouver, British Columbia, Canadá. Ela começou por ser modelo, trabalhando para famosas revistas de moda como Elle, Vogue, Harper's Bazaar, Glamour, Marie Claire, a Sports Illustrated Swimsuit Issue do ano 2000, e Victoria's Secret lookbook em 2000 e 2001.
Assinou um contrato para ser o rosto oficial da linha de cuidados de pele da Biotherm, o que aumento ainda mais a sua popularidade. Roberts posou em campanhas para marcas como Ralph Lauren, Gap, Bottega Veneta, Ferre, Sisley e Victoria's Secret. Ela desfilou para inúmeras casas da moda como Chloé, Valentino, Givenchy, Fendi, Blumarine, Roberto Cavalli, Comme des Garçons, Paul Smith e Balmain. Também participou numa campanha europeia da Nivea.

## Atriz
Roberts fez a sua estreia no cinema como a personagem do mesmo nome no filme Simone, em 2002, com Al Pacino. O estúdio tentou manter a sua identidade em segredo durante a produção do filme, e não colocou o seu nome nos créditos no lançamento inicial, num esforço para manter a ilusão de que a sua personagem fora criada por um computador. Depois do lançamento do filme, a sua identidade tornou-se conhecida e o seu nome foi colocado nos créditos.
Roberts foi atriz convidada em séries de televisão como Entourage, Ugly Betty e Numbers. Foi-lhe dado um papel recorrente pela ABC no drama FlashForward. Em 2011, fez o papel de Carrera no filme In Time, contracenando com Justin Timberlake e Amanda Seyfried. Apareceu na série CSI: Crime Scene Investigation como Karen Chevera no episódio "Unplugged" (2012). Fez de Soul Fleur no filme de 2013 The Host. Apareceu em Mad Men, contracenando com Jon Hamm no episódio "Tale of Two Cities". Apareceu no vídeo de Rihanna da canção "Bitch Better Have My Money", lançado a 2 de julho de 2015. Foi escolhida para fazer de Cassandra num filme de ficção científica, de Andrew Niccol's, chamado Anon. Também fez de Sharon Tate no décimo episódio de American Horror Story: Cult.

## Vida pessoal
Casou-se com o escritor, produtor e director do filme Simone, Andrew Niccol, com quem tem dois filhos, Jack e Ava.

## Agências
- Liz Bell, Vancouver (principal)
- MODELS 1 London
- ONE MANAGEMENT New York
- NEXT Los Angeles
- D MANAGEMENT Milan
- VIEW Spain
- ICONIC Berlin[2]

1. ↑  «'Simone' Gets A Life of Her Own; Rachel Roberts Emerges as the Real Woman Behind Unbilled Role of a Digital Actress - The Washington Post | HighBeam Research». web.archive.org. 10 de junho de 2014. Consultado em 25 de setembro de 2023
2. ↑  «Rachel Roberts - Model». MODELS.com. Consultado em 25 de setembro de 2023